# Rhodes-Eisfall
Der Rhodes-Eisfall ist ein Gletscherbruch im westantarktischen Marie-Byrd-Land. Er fließt in westlicher Richtung aus den McDonald Heights und durchbricht das Zentrum der Peden-Kliffs.
Der United States Geological Survey kartierte ihn anhand eigener Vermessungen und Luftaufnahmen der United States Navy zwischen 1959 und 1965. Das Advisory Committee on Antarctic Names benannte ihn 1974 nach William L. Rhodes, Leiter der Unfallrettungsmannschaft des Flugfelds William Field am McMurdo-Sund bei den Operations Deep Freeze der Jahre 1968 bis 1970.